# Anomalon pardalus
Anomalon pardalus là một loài tò vò trong họ Ichneumonidae.